# أقر عليا
أقر عليا (بالفارسية: اقر علیا) هي قرية تقع في قسم فريمان الريفي (مقاطعة فريمان) في إيران. يقدر عدد سكانها بـ 993 نسمة .